# 惠特倫鎮區 (北達科他州博蒂諾縣)
惠特倫鎮區（英語：Whitteron Township）是位於美國北達科他州博蒂諾縣的一個鎮區。

## 地方資料
惠特倫鎮區的面積為90.98平方千米，當中陸地面積為89.76平方千米，而水域面積為1.22平方千米。根據2010年美國人口普查的數據，當地共有人口405人，而人口密度為每平方千米4.45人。